# Kožljek
Kožljek – wieś w Słowenii, w gminie Cerknica. W 2018 roku liczyła 69 mieszkańców.